# 丰塔内斯 (埃罗省)
丰塔内斯（法語：Fontanès，法語發音：[fɔ̃tanɛs]）是法国埃罗省的一个市镇，属于洛代沃区。

## 地名
该地在中文谷歌地图中显示的中文名为“丰塔讷”，此为中文谷歌地图误用了名称拼写相近的另一个市镇丰塔讷（Fontanes）的中文名。

## 地理
丰塔内斯（43°47'40"N, 3°54'52"E）面积8.18 平方千米，位于法国奧克西塔尼大區埃罗省，该省份为法国南部沿海省份，南濒地中海，西南接奥德省，西北接塔恩省和阿韦龙省，东北与加尔省接壤。
与丰塔内斯接壤的市镇（或旧市镇、城区）包括：圣博济勒德蒙梅勒、圣克鲁瓦-德坎蒂亚格、圣马蒂厄-德特雷维耶、索泰拉尔格、瓦基耶尔、瓦尔弗洛内斯。
丰塔内斯的时区为UTC+01:00、UTC+02:00（夏令时）。

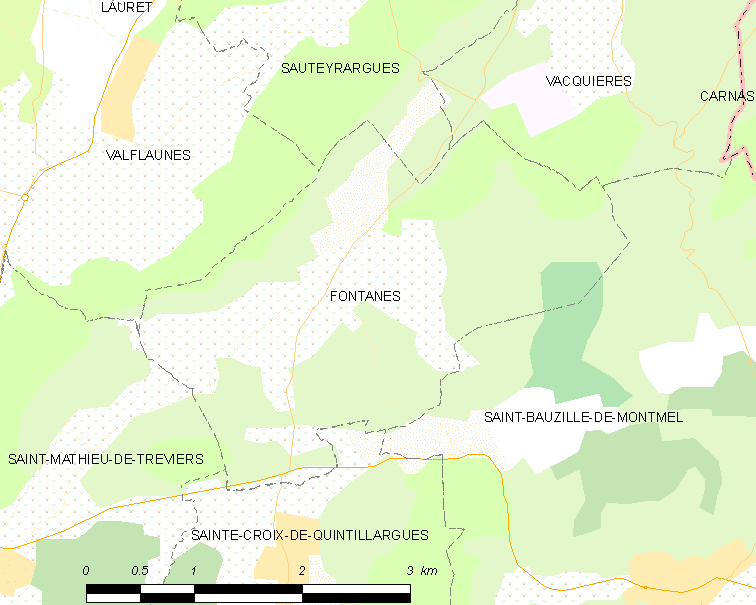
丰塔内斯的OSM定位图

## 行政
丰塔内斯的邮政编码为34270，INSEE市镇编码为34102。

## 政治
丰塔内斯所属的省级选区为洛代沃县。

## 人口

1962-2008年间丰塔内斯人口变化图示

丰塔内斯于2022年1月1日时的人口数量为355人。